# Gustaf Wasa del II
Gustaf Wasa del II är en svensk stumfilm från 1928 i regi av John W. Brunius. I huvudrollerna ses Gösta Ekman, Edvin Adolphson och Hjalmar Selander.

## Handling
Kung Kristian II rider eriksgata genom Sverige som han nu lagt under sig, han minns samtidigt vad han gjort mot svenskarna vid Stockholms blodbad. 
I dalatrakterna vandrar en ensam man, klädd till bonde. Det är den man danskarna helst vill få tag i - Gustaf Eriksson Wasa. Han går från Rankhyttan till Ornäs, där tas han vänligt emot av bonden Arendt Persson, men Arendt är en svekfull man som har tänkt ange Wasa till den danske fogden. Men Arendts hustru hjälper Wasa att fly och han fortsätter sin långa vandring...

## Om filmen
Filmen premiärvisades den 12 mars 1928. Inspelningen av filmen skedde med ateljéfilmning i Gåshagaateljén på Lidingö med exteriörer från bland annat Ornässtugan, Danderyds kyrka, Mora, Leksand och Orsa av Hugo Edlund och Karl Andersson. Filmen klipptes ihop med Gustaf Wasa del I 1960 och en berättarröst av Åke Ohberg lades till.

## Rollista i urval
- Gösta Ekman - Gustaf Eriksson Wasa
- Edvin Adolphson - Kristian II av Danmark
- Hjalmar Selander - Matts Ers, den gamle på Svärdsjögården
- John Ericsson - Matts Ersson, hans son
- Elsa Lundqvist - dottern på Svärdsjögården
- Nils Lundell - Tobias, Matts Ers dräng
- Karl-Magnus Thulstrup - Pers-Olle, ung mas
- Karin Swanström - Sigbrit från Holland, krämaränka
- Axel Lagerberg - Anders Persson på Rankhyttan
- Carin Appelberg-Sandberg - husfrun på Rankhyttan
- Millan Olsson - pigan på Rankhyttan
- Birger Otterström - Mats färjekarl
- Harald Wehlnor - Arendt Persson på Ornäs
- Dagmar Vilén - Barbro Stigsdotter, hans hustru
- Nils Enström - Jakob, dräng på Ornäs
- Nils Wahlbom - Måns Nilsson på Aspeboda, Arendt Perssons granne
- Nils Hagander - Bengt Brunson, dansk fogde
- Thor Christiernsson - Jon, präst i Svärdsjö
- Edla Rothgardt - husfru i Svärdsjö prästgård
- Artur Cederborgh - Sven Elfsson i Isala
- Gucken Cederborg - hans hustru
- Karl Svensson - Tomt-Matts Larsson i Utmelands by
- Frida Dahlskog - Tomt-Matts hustru
- Georg Skarstedt - Tomt-Matts dräng
- Bengt Djurberg - Rasmus Jute
- Oscar Norberg - Nils Västgöte
- Vilhelm Hansson -	Lars Olofsson Björnram
- John Jonsson - Matts från Kettilbo, ena skidlöparen
- Georg Johnsson - Engelbrekt från Mora, andra skidlöparen
- Nils Arehn - danske fogden i Falun
- Gösta Gustafson - danske fogdens ena skrivare
- Carl Engdahl - prior i Västerås kloster
- Kurt Welin - en munk i Västerås
- Adolf Lindholm - Olof Bonde
- Leopold Edin - Peder Svensson till Vibberboda
- Nils Holmgren - en kanik i Uppsala
- Alfred Lundberg - Stockholms borgmästare
- Erland Colliander - Henrik Slagheck
- Hartwig Fock - en dräng på Rankhyttan
- Ernst Öberg - Vincentius, biskop i Skara
- Carl Ström - Joachim Brahe, herre på Tärna gård i Södermanland
- Bror Berger - bödeln